# Sondeseu
Sondeseu, —escrito en ocasiones como SonDeSeu—, es una orquesta de música folk y tradicional de Galicia, fundada en el año 2001 por Rodrigo Romaní en el Departamento de música tradicional de la Escuela municipal de música folk y tradicional de Vigo. Está considerada como la primera orquesta folk de Galicia y debutó en la 19.ª edición del Festival de Ortigueira, en el año 2003. En 2009 participó en la 39.ª edición del Festival Intercéltico de Lorient.
Está compuesta por 53 músicos, divididos en siete secciones: gaitas, zanfonas, percusión, requintas y flautas, arpas e instrumentos de cuerda, canto y violines. Su repertorio consta de temas procedentes de la tradición oral de la música popular de Galicia.
En el año 2011 recibió el Premio de la Crítica Galicia.

## Discografía
- Mar de Vigo, 2004.
- Trastempo, 2007.
- Barlovento, 2010.
- Danzas brancas, 2013.
- Beiralúa, 2018.